# Proceratium micrommatum
Proceratium micrommatum är en myrart som först beskrevs av Julius Roger 1863.  Proceratium micrommatum ingår i släktet Proceratium och familjen myror. Inga underarter finns listade i Catalogue of Life.